# The Collectors (band)
The Collectors of Collectors was een Canadese rockband, die onder deze naam optrad van 1966 tot 1970.

## Geschiedenis
De geschiedenis van de band gaat terug tot 1964, toen zanger Howie Vickers en multi-instrumentalist Claire Lawrence de huisband voor het radiostation C-FUN vormden. Deze band werd opgericht als The Classics en tijdens hun werk voor C-FUN gebruikten ze de naam C-Fun Classics. Ze traden indertijd ook op in het Canadese televisieprogramma Let's Go, waarin meestal The Guess Who als huisband fungeerde. Als de Canadian Classics namen ze in 1965 de singles "Till I Met You" en "I Don't Know" op.
In 1966 werd drummer Ross Turney gevraagd om een groep op te richten voor optredens in de nachtclub The Torch Cabaret (later Oil Can Harry's Zanzibar Cabaret genoemd) in Vancouver. Hij vormde samen met Vickers en Lawrence een band, waar uiteindelijk ook zanger en leadgitarist Bill Henderson en bassist Glenn Miller, die ook bij de Classics speelde, zich bij aansloten. Ze werden ontdekt door Jack Hirschhorn en tekenden bij Valiant Records uit Los Angeles. De oprichter van dit label, Barry De Vorzon, financierde de opnamen van een demo en liet hen in 1967 de single "Looking at a Baby" opnemen. Op de hoes hiervan moest een bandnaam staan, maar de groep had er nog geen. De Vorzon liet hen daarom kiezen uit de namen The Collectors en The Connection.
Valiant Records werd overgenomen door Warner Brothers en The Collectors namen bij dit label hun gelijknamige debuutalbum op, dat in 1967 werd uitgegeven. De eerste helft bestond uit vijf liedjes, waaronder een vertolking van "Lydia Purple", en op de tweede kant stond het negentien minuten durende "What Love (Suite)". Dave Hassinger, die dit album produceerde, liet in 1967 vanwege tijdgebrek de bandleden met enkele sessiemuzikanten een groot deel van het The Electric Prunes-album Mass in F Minor (1968) opnemen.
In 1968 werd Henderson benaderd door Joy Coghill, met wie hij eerder als student theaterproducties maakte. Coghill was artistiek directeur van het Vancouver Playhouse Theatre Company en had George Ryga opdracht gegeven voor een toneelstuk, getiteld Grass and Wild Strawberries. De band maakte speciaal muziek voor het stuk en speelde mee bij de uitvoeringen ervan. De liedjes werden in The Sound Factory opgenomen en in 1969 op vinyl uitgegeven.
De band nam in 1969 tevens muziek op voor de films Don't Let the Angels Fall, Canada the Land en The Land. Ze verruilden Warner Bros. voor London Records in het najaar van 1969. Intussen verliet Vickers de band om als soloartiest verder te gaan en Henderson nam de zangpartijen over. In de zomer van 1970 werden de singles "I Must Have Been Blind" en "Sometimes We're Up" uitgegeven. Er waren plannen om een episch conceptalbum te maken, maar deze werd nooit opgenomen. Een aanbod om muziek te maken voor de wereldtentoonstelling Expo 70 (in Osaka) sloegen ze af.
De overgebleven leden richtten in 1970 de band Chilliwack op.

## Bezetting
- Howie Vickers - zang
- Bill Henderson - leadgitaar, zang en keyboard
- Claire Lawrence - saxofoon, fluit, keyboard, mondharmonica en zang
- Glenn Miller - basgitaar en zang
- Ross Turney - drums

## Discografie
- The Collectors (1967)
- Grass & Wild Strawberries (1969)